# Avortement en Suisse
L'avortement en Suisse est légal depuis 2002, jusqu'à la douzième semaine de grossesse ou plus tard sous certaines conditions. Il est pénalisé dans le cas contraire.
Les premières revendications pour le droit à l'avortement apparaissent au sein des organisations ouvrières vers le début du XXe siècle, avant de reprendre dans les années 1970 à l'initiative du mouvement féministe suisse. 

## Histoire
Le Code pénal suisse condamne à partir de 1942 l'avortement par une peine d'emprisonnement pour la femme ayant avorté ainsi que le médecin l'y ayant aidé.
En 1970, plusieurs médecins du canton de Neuchâtel sont accusés d'avortements illégaux (affaire de la clinique des Bluets). En septembre 1971, le Conseil fédéral demande la révision du code pénal, notamment ses articles 118 à 121 concernant l'interruption de grossesse. Les mesures les plus restrictives sont adoptées en 1973. En 1972, la pétition intitulée « Oui à la vie, non à l'avortement » réunit les signatures de 180 000 personnes. Elle est déposée en septembre par un comité chrétien conservateur, et elle réclame un durcissement et une uniformisation du code pénal sur l'avortement. Pour l'association Oui à la vie, seul un avortement sur mille pour les 22 000 réalisés en Suisse est thérapeutique. En février 1973 est fondée l'Union suisse pour décriminaliser l'avortement (UPSDA). 
Une initiative populaire est lancée en 1971 pour la décriminalisation de l'avortement. Après que tant le Conseil fédéral (en 1974) que le Conseil national (en 1975) en recommandent le rejet, elle est retirée en faveur d'une autre initiative, intitulée « Solution du délai pour l'avortement », lancée par l'UPSDA en juin 1975,. Déposée en janvier 1976 avec 68 000 signatures, elle est rejetée par 51,7 % des voix en septembre 1977. Le contre-projet indirect adopté par l'Assemblée fédérale, la loi fédérale sur la protection de la grossesse et le caractère punissable de son interruption, qui visait à introduire comme indications non punissables, en plus de l'indication médicale (danger pour la santé de la mère), une indication sociale (état de détresse sociale grave pour la mère), une indication juridique (viol sur une femme faible d'esprit ou un enfant) et une indication eugénique (risque de graves lésions physiques ou psychiques pour l'enfant) fait l'objet d'une demande de référendum et se voit rejetée par 69 % des voix en mai 1978,. L'initiative « Droit à la vie » est refusée quant à elle le 9 juin 1985 par 69 %.
En 2002, l'avortement devient licite s'il est effectué dans le délai de 12 semaines après les dernières règles, ou au-delà dans certaines conditions, il reste pénalisé dans les autres cas. Cette période rendant l'avortement licite est qualifiée de « régime des délais  »,. Cette légalisation fait suite à l'acceptation par le peuple le 2 juin 2002 de la modification du code pénal suisse (Interruption de grossesse) par 72,2 % de oui. Le même jour les électeurs refusent l'Initiative populaire « pour la mère et l'enfant - pour la protection de l'enfant à naître et pour l'aide à sa mère dans la détresse », par 81,8% de non. Le régime du délai entre en vigueur le 1er octobre 2002.

## Législation
L'interruption de grossesse (IVG) est autorisée par l’alinéa 2 de l'article 119 du Code pénal suisse. L'avortement peut avoir lieu jusqu'à la douzième semaine après les règles, ou après confirmation de l'âge de la grossesse par échographie. L'IVG est possible au delà du délai légal si le médecin estime que la grossesse est de nature à mettre gravement en danger l'intégrité physique de la mère, ou bien si cette dernière se trouve en état de détresse profonde. La femme doit remettre une demande écrite au médecin attestant qu'elle est alors en état de détresse. Aucun délai de réflexion ne peut être exigé par le médecin, ni l'avis d'un second médecin. Si la personne est a moins de 16 ans, elle doit être adressée à un centre spécialisé pour les mineurs Elle n'a pas l'obligation d'avertir ses parents ou ses responsables légaux.
Selon l'article 120 du code pénal qui présente les peines qu'encourt un médecin ne respectant pas ses obligations durant la procédure, le médecin a l'obligation de procéder à un entretien approfondi avec la femme qui sollicite un avortement, pour la conseiller, la prévenir des risques de l'intervention et lui remettre des informations sur l'adoption.
L'IVG doit avoir lieu dans les établissements désignées par chaque canton. Elle est prise en charge par l'assurance maladie obligatoire, et 10 % des coûts ainsi que la franchise restent à la charge de la personne qui avorte.
Selon les cantons, l'interruption de grossesse peut être déclarée par le médecin, de manière anonyme pour la femme, comme dans le canton de Vaud. Cette information est utilisée à des fins statistiques pour définir le profil de femme ayant recours à une IVG.
L'article 118 du code pénal définit les types d'interruption de grossesse punissables par la loi. Le fait de forcer une femme à avorter est sanctionné, ainsi que le fait d'avorter après les délais légaux ou dans des conditions non conformes à la loi.

## Chiffres
Le taux d'avortement en Suisse est l'un des plus bas d'Europe. Le nombre d'avortement est en légère baisse depuis sa légalisation en 2002 jusqu'en 2017. Il repart ensuite à la hausse pour atteindre un niveau record de 12 045 avortements en 2024 (7,2 pour mille femmes de 15 à 44 ans).